# Paraescarpia echinospica
Paraescarpia echinospica är en ringmaskart som beskrevs av Southward, Schulze och Tunnicliffe 2002. Paraescarpia echinospica ingår i släktet Paraescarpia och familjen skäggmaskar. Inga underarter finns listade i Catalogue of Life.